# Ричаківська Віра Іванівна
Віра Іванівна Ричаківська (нар. 22 травня 1958, Новиця Калуський район Івано-Франківська область) — український економіст та фінансист, заступник голови Національного банку України (з лютого 2011 по 2014 рр.).
Член Ради Національного банку України (з 7 липня 2016 року).
Член ради Міжнародної громадської організації «Івано-Франківське земляцтво».

## Біографія

### Ранні роки. Освіта
Народилася 22 травня 1958 року у селі Новиця Калуського району Івано-Франківської області.
У 1976 закінчила Львівський обліково-кредитний технікум.
У 1982 закінчила Київський інститут народного господарства (за спеціальністю «бухгалтерський облік у промисловості»).

### Кар'єра
З 1976 року працювала у Київському міському управлінні Держтрудощадкас СРСР (інженер ремонтно-будівельної дільниці, старший (на правах головного) бухгалтер ремонтно-будівельної дільниці, з 1983-го — заступник головного бухгалтера, з 1986-го — начальник ревізійного відділу).
З 1988 року — начальник контрольно-ревізійного відділу Київського міського управління Ощадного банку СРСР, пізніше — в Державному спеціалізованому комерційному ощадному банку України (головний бухгалтер Київського міського управління, начальник валютного відділу Мінського відділення № 8142).
З 1993 працювала у системі Національного банку України (головний бухгалтер Центру міждержавних розрахунків, заступник директора Департаменту бухгалтерського обліку та розрахунків, заступник директора Департаменту бухгалтерського обліку, з 2000 року — головний бухгалтер — директор Департаменту бухгалтерського обліку).
У березні 2011 призначена заступником голови НБУ у жовтні 2014 року звільнена з посади заступника голови НБУ у зв'язку з виходом на пенсію.
7 липня 2016 року постановою Верховної Ради України № 1440 від 07.07.2016 призначена членом Ради національного банку України.

## Наукова діяльність
Кандидат економічних наук (дисертація «Формування системи економічної інформації підприємницьких структур», 2000). Доцент.

## Нагороди, почесні звання
- Заслужений економіст України (1998)
- Почесна грамота Кабінету Міністрів України (2007)